# Clubul Sportiv al Armatei Steaua București 1982-1983
Questa voce raccoglie le informazioni riguardanti il Clubul Sportiv al Armatei Steaua București nelle competizioni ufficiali della stagione 1982-1983.

## Rosa
| N. |                    | Ruolo | Calciatore         |
| -- | ------------------ | ----- | ------------------ |
|    | Romania (bandiera) | P     | Vasile Iordache    |
|    | Romania (bandiera) | D     | Teodor Anghelini   |
|    | Romania (bandiera) | D     | Miodrag Belodedici |
|    | Romania (bandiera) | D     | Augustin Eduard    |
|    | Romania (bandiera) | D     | Ştefan Iovan       |
|    | Romania (bandiera) | D     | Florin Marin       |
|    | Romania (bandiera) | C     | Mihail Majearu     |

| N. |                    | Ruolo | Calciatore        |
| -- | ------------------ | ----- | ----------------- |
|    | Romania (bandiera) | C     | Daniel Minea      |
|    | Romania (bandiera) | C     | Marcel Pușcaș     |
|    | Romania (bandiera) | C     | Tudorel Stoica    |
|    | Romania (bandiera) | C     | Viorel Turcu      |
|    | Romania (bandiera) | A     | Gavril Balint     |
|    | Romania (bandiera) | A     | Septimiu Câmpeanu |

## Risultati

### Coppa di Romania
| 23 febbraio 1983 Sedicesimi di finale | Metalul Rădăuţi | 0 – 2 (d.t.s.) | Steaua Bucarest |  |

| 27 febbraio 1983 Ottavi di finale | Corvinul Hunedoara | 2 – 1 (d.t.s.) | Steaua Bucarest |  |